# Naissance en 1425
Naissance
- 1421
- 1422
- 1423
- 1424
- 1425
- 1426
- 1427
- 1428
- 1429

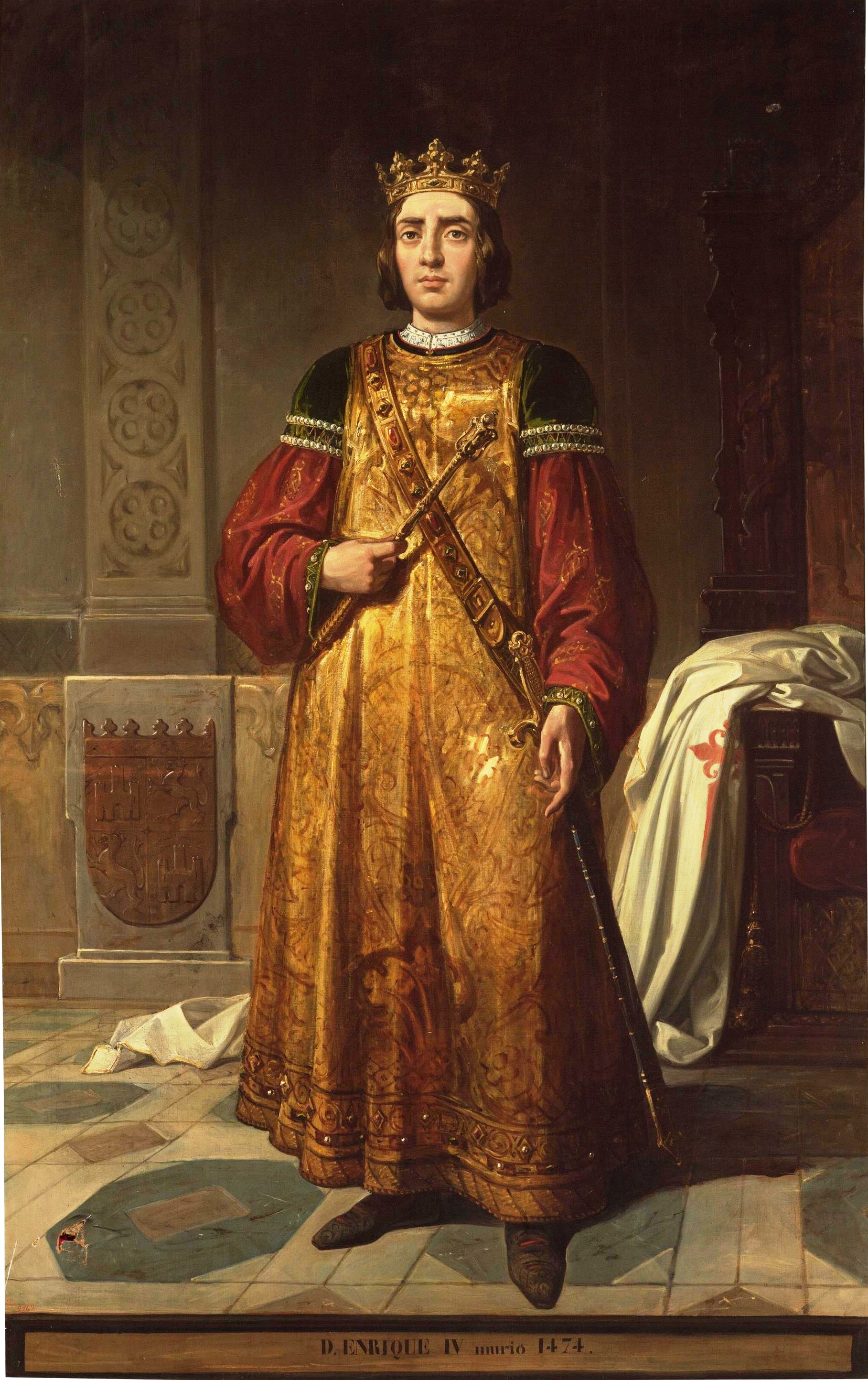
Henri IV, né en 1425.

Cette page dresse une liste de personnalités nées au cours de l'année 1425  :
- 25 janvier : Henri IV, dit l'Impuissant, roi de Castille et de León, sous le nom d'Henri IV et comte de Barcelone.
- 2 février : Éléonore de Navarre, reine de Navarre.
- 21 mars: Henry de Beauchamp, 14e comte de Warwick et 1er duc de Warwick.
- 31 mars : Blanche Marie Visconti, duchesse de Milan.
- 30 avril : Guillaume II de Thuringe, ou Guillaume III de Saxe, surnommé le Brave, landgrave de Thuringe, prétendant du droit de son épouse au duché de Luxembourg, second souverain nommé Guillaume qui règne en Thuringe et au Luxembourg, 3e Margrave de Misnie ou souverain de Saxe, nommé Guillaume.
- 28 juin : Adolphe de Clèves-Ravenstein, noble et un politicien des Pays-Bas.
- 1er août : Frédéric Ier du Palatinat,  dit Frédéric le Victorieux, électeur palatin de la Maison de Wittelsbach.
- 14 août : Teodoro Paleologo di Montferrato, dit le cardinal de Monferrato ou en français Le Cardinal Théodore Paléologue de Montferrat, cardinal italien.
- 18 novembre : Cunégonde de Sternberg,  comtesse de Sternberg, de Kunštát et de Poděbrady.

- Cheikh Abdelkrim El Maghili, érudit musulman algérien.
- Andrija Aleši, ou Andrea Nikollë Aleksi et Andrea Alessi, peintre, sculpteur et architecte de la Renaissance,  d'origine albanaise et actif en Dalmatie.
- Basinio Basini, humaniste italien de la Renaissance.
- Jean Budé, lettré, bibliophile, possesseur d'une riche bibliothèque.
- Antoine Champion, évêque de Mondovi dans le Piémont, puis évêque de Genève.
- Coriolano Cippico, historien vénitien.
- Taddeo Crivelli, peintre italien enlumineur de la première Renaissance.
- Charles Ier d'Armagnac, comte d'Armagnac et de Rodez.
- Charles Ier de Bade, dit le Guerrier ou le Belliqueux, margrave de Bade.
- Élisabeth de Brandebourg-Kulmbach, duchesse de Poméranie.
- Guillaume II de Brunswick-Calenberg-Göttingen, dit le Jeune, duc de Brunswick-Lunebourg.
- Zaal de Géorgie, prince géorgien de la dynastie Bagration.
- Jean Ier de Lubin, il règne conjointement avec son frère Henri X de Chojnów sur Lubin et Chojnów, ainsi que sur Brzeg. En 1446, Lubin est perdu au profit des ducs de Głogów, ils règnent sur Złotoryja.
- Jeanne Enríquez, reine consort de Navarre et d'Aragon.
- Kereï Khan, khan kazakh, qui fonde le Khanat kazakh avec Janibek Khan.
- Antoine Le Moiturier, sculpteur français.
- Simon Marmion, peintre et enlumineur français.
- Lucrezia Tornabuoni, noble et poète italienne.

date incertaine (vers 1425)
- Louis Bastet de Crussol, seigneur de Crussol et de Beaudisner.
- Leone Cobelli, historien et peintre italien.
- Éric II de Poméranie, duc de Poméranie-Wolgast, en Poméranie centrale et de Szczecin.
- Jean de Roye, juriste et administrateur français, auteur présumé d'une chronique du règne de Louis XI connue sous le nom traditionnel de Chronique scandaleuse.
- Johannes Regis, compositeur franco-flamand.
- Peter Schoeffer, typographe-imprimeur allemand qui perfectionna la presse typographique inventée par Gutenberg.
- István Várdai, cardinal hongrois.

## Crédit d'auteurs
- Cet article est partiellement ou en totalité issu de l'article intitulé « 1425 » (voir la liste des auteurs).